# Województwo podolskie

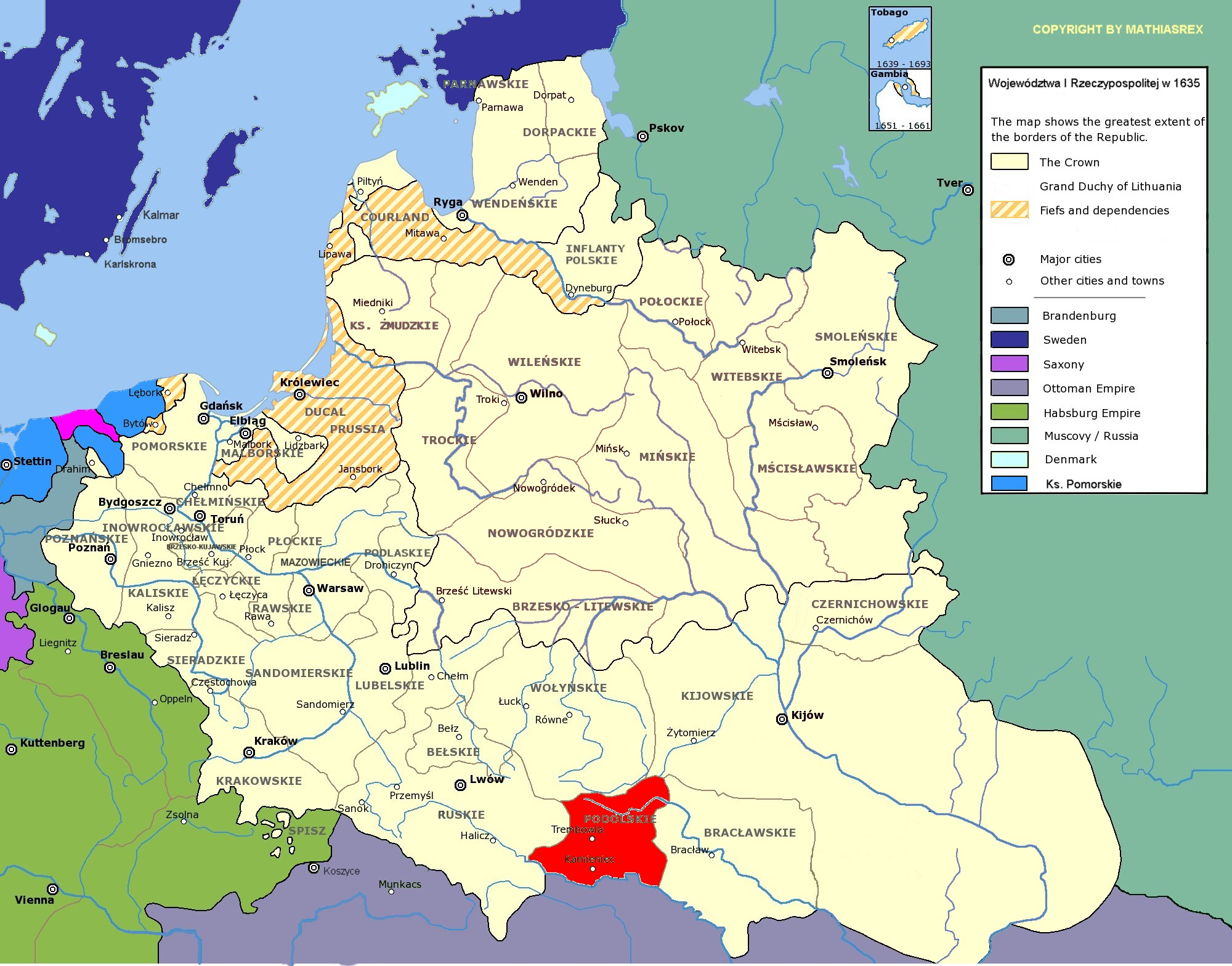
Województwo podolskie na mapie Rzeczypospolitej 1635

Województwo podolskie – województwo Korony Królestwa Polskiego, część prowincji małopolskiej, utworzone w 1434 roku z ziem Podola przyłączonych do Królestwa Polskiego jeszcze w XIV wieku (zob. księstwo podolskie). Po 1793 roku przekształcone w gubernię podolską Imperium Rosyjskiego. Starostą grodowym był starosta kamieniecki, któremu
podlegał także zamek w Latyczowie.
Siedziba sejmiku poselskiego i deputackiego znajdowała się w Kamieńcu Podolskim. W związku z zajęciem Podola przez Turków po traktacie buczackim, w latach 1672–1676 sejmiki odbywały się w Haliczu, a w latach 1677–1698 we Lwowie
Granice województwa: od rzeki Strypy do Wołoczyska do Januszpola. Od wschodu rzeka Murachwa. Granicę południową od Mołdawii stanowił Dniestr, a zachodnią od Pokucia, rzeka Dniestr i Strypa.
Herb: złote słońce w polu białym.

## Podział administracyjny
| Powiat                 | Powierzchnia w mil² | Powierzchnia w km² |
| ---------------------- | ------------------- | ------------------ |
| powiat kamieniecki     | 111,56              | 6142,50            |
| powiat latyczowski     | 188,05              | 10354,50           |
| powiat czerwonogrodzki | 48,22               | 2655,00            |
| Razem (województwo) Σ  | 347,83              | 19152,00           |

## Miasta
Miasta królewskie (wybrane):

- Bar
- Chmielnik
- Jołtuszków
- Kamieniec Podolski
- Latyczów
- Letniowce
- Płoskirów
- Skała Podolska
- Smotrycz
- Ułanów

Prywatne miasta szlacheckie:

- Husiatyn
- Międzybóż
- Orynyn
- Probużna
- Sidorów
- Stara Sieniawa
- Zinków